# Кейзер, Мартин
Мартин Кейзер (нидерл. Martijn Keizer, род. 25 марта 1988 года в Мюнтендаме, Нидерланды) — нидерландский профессиональный шоссейный велогонщик, выступающий за команду мирового тура Jumbo-Visma.

## Достижения
| 2008 8-й, Тур Тюрингии 2009 7-й, Вуэльта Леона 9-й, Тур Турции 2010 Тур Бретани 1-й на этапе 2 (ИГ) Circuito Montañés 1-й в прологе 3-й Чемпионат Нидерландов: ГГ | 5-й, Circuit des Ardennes 5-й, Тур Олимпии 2011 1-й, Boucles de l'Aulne 3-й, Дуо Норман (вместе с Йенсом Морисом) 8-й, Четыре дня Дюнкерка 2013 Стер ЗЛМ Тур Горная классификация 2015 2-й, Тур де Еврометрополь |

## Статистика выступлений

### Гранд-туры
| Гонка           | 2011 | 2012 | 2013 | 2014 | 2015 | 2016 | 2017 |
| --------------- | ---- | ---- | ---- | ---- | ---- | ---- | ---- |
| Джиро д'Италия  | —    | 126  | 101  | 102  | 56   | 102  | 116  |
| Тур де Франс    | —    | —    | —    | —    | —    | —    | —    |
| Вуэльта Испании | 153  | 102  | —    | 80   | 153  | 137  | —    |

| — | Не участвовал |